# Бебжа
Бебжа (пол. Biebrza, устар. «Бебра», устар. «Бобръ») — река на северо-востоке современной Польши, приток Нарева (около Вислы).

## Описание
Бебжа берёт начало на юге от села Новы-Двур (Сокульский повят Подляского воеводства) и впадает в реку Нарва, расположенную в трёх километрах от села Визна. Длина реки составляет 155 км, площадь водосбора — 7057 км².
В долине реки находятся крупнейшие по площади болота в Польше — так называемые «Бебжанские болота» (пол. Bagna Biebrzańskie). Это место славится большим количеством редких растительных видов и животных, особенно птиц. Большая часть этой территории расположена в Бебжанском национальном парке.
Речная долина очень важна, как место обитания птиц, тем более, что такие места исчезают с ландшафта Европы. Для ржанковых птиц, которым необходимы огромные территории водно-болотных угодий, Бебжа является одним из важнейших хранилищ в Центральной Европе.
Сегодня реку больше знают благодаря яркой живой природе её затопленных территорий — торфяников и болот, где проживают сотни редких и исчезающих видов птиц.

## Культурное окружение
В бассейне реки Бебжа живёт много людей, представляющих разные культуры, языки и религии. Большинство населения региона говорит на польском, но люди, которые живут в верхней части бассейна реки (муниципалитеты Липск, Домброва-Белостоцкая и Штабин), говорят на местном диалекте (они называют его «простой язык»). Люди относятся к православной или римско-католической церквям.
На северном берегу верхней части Бебжи есть несколько сёл, где живут так называемые «старообрядцы», которые говорят архаичным диалектом русского языка. Некоторые из этих общин сохранили большую часть своей традиционной культуры, несмотря на длительную коммунистическую государственную политику, направленную на ассимиляцию непольских культурных и языковых меньшинств.